# جاك رانكين
جاك رانكين (بالإنجليزية: Jack Rankin)‏ هو مدرب اتحاد الرغبي ‏ نيوزلندي، ولد في 14 فبراير 1914 في كرايستشرش في نيوزيلندا، وتوفي في 8 ديسمبر 1989.